# Fritz Baust
Fritz Baust (* 3. Juni 1912 in Oberliederbach; † 7. Februar 1982 in Berlin-Rahnsdorf) war ein deutscher Maler und Grafiker.

## Leben und Werk
Fritz Baust absolvierte von 1926 bis 1929 eine Ausbildung bei einem niederländischen Kirchenmaler. Danach zog er nach Berlin und arbeitete als Dekorationsmaler und später als Innenarchitekt. Nach dem Kriegsdienst und der Rückkehr aus der Kriegsgefangenschaft lebte er ab 1945 in Halle (Saale), wo er zeitweilig Dezernent für Jugendfragen und Intendant am Theater der Jugend war. Er gehörte zu den „Künstlern der ersten Stunde“ und trug wesentlich dazu bei, das kulturelle Leben der Stadt in Gang zu bringen. Unter maßgeblicher Mitwirkung Bausts entstand dort 1947 die Künstlergruppe Die Fähre, zu der u. a. Carl Crodel, Fritz Freitag, Erwin Hahs, Johanna Jura, Karl Erich Müller, Otto Müller, Helmut Schröder, Willi Sitte und Meinolf Splett gehörten, und deren Leitung Baust innehatte. Baust war in fast allen bildkünstlerischen Bereichen zu Hause. Er bearbeitete ein breites Themenspektrum: Porträts, Theater- und Zirkusbilder, Landschaften, Zeichnungen zum Zeitgeschehen, Buch- und Zeitungsillustrationen sowie baugebundene Kunst, die In den 60er Jahren dominierte. Ab 1974 lebte und arbeitete Baust als freischaffender Künstler in Rahnsdorf.

## Kunst im öffentlichen Raum und baugebundene Kunst (Auswahl)
- Merseburg, Bahnhofsvorplatz: „Kosmonautenbrunnen“ (2009 abgerissen)
- Halle (Saale), Durchgang zum Hauptbahnhof: Wandbild „Die Entwicklung der Lokomotive“

## Ausstellungen (unvollständig)

### Einzelausstellungen
- 1995/96: Halle (Saale), Galerie Marktschlösschen
- 2009: Halle (Saale), Galerie Dr. Stelzner und Zaglmaier
- 2012: Halle (Saale), Kunstforum Halle („Fritz Baust - Malerei und Zeichnungen“)

### Ausstellungsbeteiligungen
- 1948: Halle (Saale), Städtisches Museum für Kunst und Kunstgewerbe in der Moritzburg, Große Kunstausstellung Sachsen-Anhalt[3]
- 1951: Halle (Saale), Landesausstellung Sachsen-Anhalt
- 1958/59: Dresden, Vierte Deutsche Kunstausstellung[4]